# ウクライナを支援するための欧州連合軍事支援ミッション
ウクライナを支援するための欧州連合軍事支援ミッション （EUMAMウクライナ）は、2022年10月17日に設立された欧州連合（EU）史上初のウクライナへの軍事支援ミッション。EUMAM設立の決定は、ロシアによるウクライナ侵攻が続く中、ウクライナの軍事支援要請に応える形で欧州連合理事会によってなされた。 このミッションの主な目的は、EU加盟国の領土内でウクライナ軍に訓練を提供することである。

## 背景

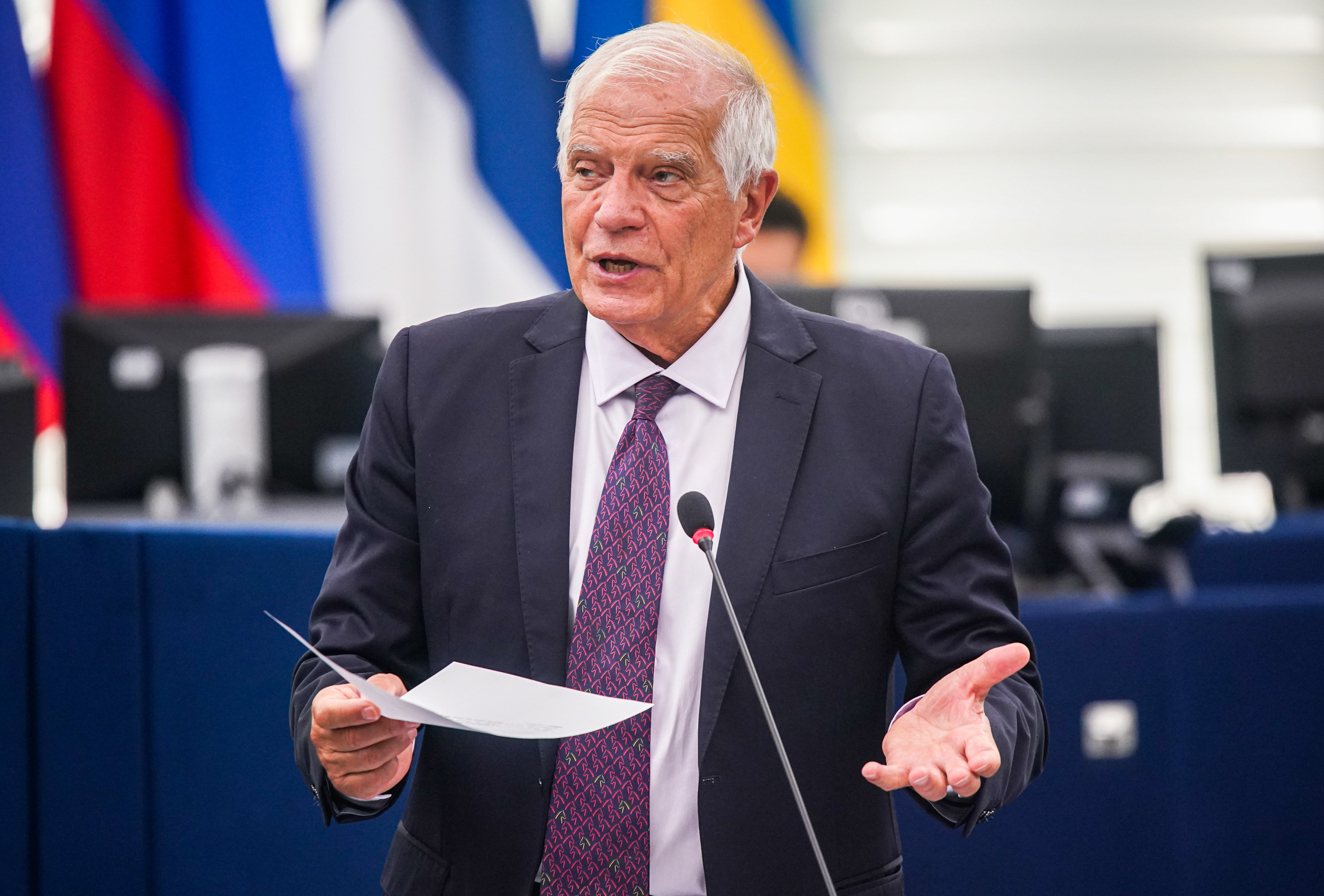
2022年9月に欧州議会で演説するジョセップ・ボレル上級代表

EUMAMウクライナ設立に向けた外交的枠組みは、「ロシアの侵略に対するウクライナ固有の自衛権の行使を支援するための軍事支援」を提供するというEUの2022年6月23～24日の声明と、ウクライナ外務・国防大臣が上級代表に宛てた軍事支援を要請する2022年9月30日付の公式書簡によって形成された。民間安全保障部門の改革を支援する欧州連合顧問ミッション・ウクライナは2014年から活動を続けている。

## 任務
EUMAMウクライナは、ウクライナの軍事支援要請に応え、領土防衛軍を含む同国軍に個別、集団および特殊訓練を提供し、訓練の提供を支援するEU加盟各国の活動の調整や同期化を行う。EUMAMウクライナは、EU加盟国の領域内で活動し、ブリュッセルの欧州対外行動局 (EEAS) 内に活動本部を置き、フランス海軍のエルヴェ・ブレジャン中将（EEAS内の軍事活動計画・指揮能力局（MPCC）の現局長）が率いる。EUMAMのマンデートは2年間で、1億670万ユーロの予算が想定されている。
EUMAMウクライナはポーランドとドイツに作戦本部を置き、殆どの訓練はポーランドで行われる。
EUMAMは、志を同じくする他のすべての国際パートナーと緊密に連携して、ウクライナ軍に訓練支援を提供する。すべてのミッション活動はEUの領土内で行われる。

## 反応
ウクライナ向けの軍事訓練ミッションを設立するというEUの計画は、2022年10月6日にロシア外務省報道官マリア・ザハロワによって非難された。ザハロワは、この任務によりEUが「紛争当事国」になってしまうと主張した。